# Reaktionsmasse (Chemie)
Eine Reaktionsmasse (auch Reaktionsgemisch genannt) ist gemäß der ECHA-Nomenklatur ein mehrkomponentiger Stoff aus zwei oder mehr Hauptbestandteilen.
Das Stoffgemisch in einem chemischen Reaktor, in dem eine chemische Reaktion abläuft, stellt die Reaktionsmasse in seiner Gesamtheit dar. Sie besteht aus den Reaktionskomponenten, welche man in Reaktanden und Begleitstoffe einteilen kann. Die Reaktanden wiederum werden in Reaktionspartner (Edukte oder Ausgangsstoffe), die bei der Reaktion verbraucht, und in gebildete Reaktionsprodukte (häufig auch kurz nur als Produkte bezeichnet), unterschieden. Als Begleitstoffe können in der Reaktionsmasse vorhandene aber nicht reagierende Stoffe (Inertstoffe), wie zum Beispiel Lösungs- und Verdünnungsmittel, Trägergase sowie Katalysatoren, Regler und Puffersubstanzen, enthalten sein. Die mengenmaßige Zusammensetzung der Reaktionsmasse wird durch die Anteile der verschiedenen Reaktionskomponenten unterschieden. Die quantitative Beschreibung der Zusammensetzung kann als Stoffmengen-, Massen- oder Partialdruckanteil bzw. jeweils -konzentration erfolgen. Während einer chemischen Reaktion ändert sich die Zusammensetzung des Reaktionsgemisches, wodurch man den Reaktionszustand bzw. -zeitpunkt für eine genaue Definition angegeben muss.
Laut der ECHA wird zur Bezeichnung eines mehrkomponentigen Stoffes die Reaktionsmasse der Hauptbestandteile des Stoffes herangezogen. Dies erfolgt in folgendem generischen Format:
Reaktionsmasse von [Bezeichnung gemäß IUPAC-Nomenklatur von Hauptbestandteil 1 und Bezeichnung gemäß IUPAC-Nomenklatur von Hauptbestandteil 2 und Bezeichnung gemäß IUPAC-Nomenklatur von Hauptbestandteil 3]